# فيلانيوفا دي سان كارلوس (سيوداد ريال)
بلدية فيلانيوفا دي سان كارلوس (بالإسبانية: Villanueva de San Carlos)‏، هي إحدى بلديات مقاطعة سيوداد ريال إحدى مقاطعات إسبانيا، والتي تقع في منطقة قشتالة لا منتشا وسط إسبانيا.
يبلغ عدد سكانها 399 نسمة وفقاً لإحصائية سنة (2007).